# Protestantyzm na Antigui i Barbudzie
Protestantyzm na Antigui i Barbudzie posiada ok. 60 000 wyznawców, co stanowi 67,8% populacji. Największe nurty stanowią: anglikanizm (33,9%), ruch uświęceniowy/metodyzm (11,3%) i ruch zielonoświątkowy (8,3%).
Największe kościoły protestanckie w kraju w 2010 roku, według Operation World:
| Kościół                           | Liczba członków | Liczba wiernych | Procent ludności |
| --------------------------------- | --------------- | --------------- | ---------------- |
| Kościół Anglikański               | 13 514          | 30 000          | 33,8%            |
| Bracia morawscy                   | 3000            | 6000            | 6,8%             |
| Kościół Metodystyczny             | 2900            | 5800            | 6,5%             |
| Kościoły zielonoświątkowe         | 2273            | 5000            | 5,6%             |
| Kościół Adwentystów Dnia Siódmego | 870             | 3480            | 3,9%             |
| Kościół Wesleyański               | 1856            | 3100            | 3,5%             |
| Kościół Nazareński                | 780             | 1131            | 1,3%             |
| Kościół Baptystyczny              | 580             | 969             | 1,1%             |